# Gabriel Queyssat
Gabriel Queyssat, né le 1er février 1743 à Castillon (Gironde), mort le 30 avril 1837, est un général de brigade de la Révolution française.

## États de service
Il entre en service le 21 juin 1759, comme enseigne dans le corps des grenadiers de France. Il participe de 1780 à 1783, à la guerre en Amérique.
Le 3 août 1791, il est nommé lieutenant-colonel au 14e bataillon d’infanterie légère, et il sert à l’armée du Nord en 1792 et en 1793.
Il est promu général de brigade le 15 mai 1793, à l’armée des Ardennes, et il est démis de ses fonctions le 30 juillet 1793. Il est remis en activité le 12 août suivant, et il prend le commandement des flanqueurs de droite à l’armée du Nord. Il est arrêté pour complicité avec Lafayette le 28 janvier 1794, et le 19 juillet suivant, il est transféré à Paris et enfermé à la Conciergerie.
Le 29 novembre 1794, il est acquitté par le tribunal révolutionnaire, et il est admis à la retraite le 24 janvier 1795.
Il meurt le 30 avril 1837.

## Sources
- (en) « Generals Who Served in the French Army during the Period 1789 - 1814: Eberle to Exelmans »
- (pl) « Napoléon.org.pl »
- Henri Alexandre Wallon, Histoire du Tribunal révolutionnaire de Paris avec le Journal de ses actes, tome 6, librairie Hachette, Paris, 1882, p. 223.